# Чемпионат Европы по горному бегу 2006
Чемпионат Европы по горному бегу 2006 года прошёл 9 июля в городе Упице (Чехия). Участники соревновались в дисциплине горного бега «вверх-вниз». Разыгрывались 4 комплекта наград: по два в индивидуальном и командном зачётах среди мужчин и женщин.
Чемпионат был организован и проведён легкоатлетическим клубом TJ Maratonstav. Старт и финиш дистанции находились в деревне Мале-Сватонёвице, находящейся в 6 км от Упице. Круговая трасса длиной 3,42 км была проложена в предгорьях горного массива Крконоше, перепад высот на одному круге составлял 300 метров.
На старт вышли 159 бегунов (92 мужчины и 67 женщин) из 26 стран Европы. Каждая страна могла выставить до 4 человек в каждый из забегов. Сильнейшие в командном первенстве определялись по сумме мест трёх лучших участников.
Анна Пихртова, выступавшая перед родными зрителями, вернула себе чемпионское звание, впервые добытое в 2004 году. Годом ранее она уступила только Андрее Майр, а в Упице вновь уверенно выиграла женский забег, опередив Матею Косовель из Словении на 44 секунды.
В мужском забеге большую часть дистанции лидировали француз Жюльен Ранкон и Селахаттин Сельчук из Турции. Однако наиболее грамотно разложил силы чемпион Европы 2003 года итальянец Марко Гайярдо. Он во второй раз в карьере выиграл соревнования, опередив серебряного призёра Сельчука всего на 8 секунд, а бронзового Ранкона — на 17 секунд. Такое преимущество победителя оказалось самым маленьким в истории чемпионатов Европы по горному бегу.

## Расписание
| Дата        | Время | Забег   |
| ----------- | ----- | ------- |
| 9 июля 2006 | 10:30 | Женщины |
| 9 июля 2006 | 12:00 | Мужчины |

Время местное (UTC+2)

## Призёры
Курсивом выделены участники, чей результат не пошёл в зачёт команды

### Мужчины
| Дисциплина                           | Золото                                                                   | Золото   | Серебро                                                                | Серебро  | Бронза                                                             | Бронза   |
| ------------------------------------ | ------------------------------------------------------------------------ | -------- | ---------------------------------------------------------------------- | -------- | ------------------------------------------------------------------ | -------- |
| 11,6 км перепад высот: +930 м −930 м | Марко Гайярдо Италия                                                     | 57.42    | Селахаттин Сельчук Турция                                              | 57.50    | Жюльен Ранкон Франция                                              | 57.59    |
| 11,6 км (команды)                    | Италия · Марко Гайярдо · Габриэле Абате · Альберто Моска · Диего Филиппи | 19 очков | Франция · Жюльен Ранкон · Франк Лелю · Жан-Кристоф Дюпон · Жиль Сегрис | 26 очков | Великобритания · Энди Джонс · Тим Дэвис · Джон Браун · Энди Норман | 35 очков |

### Женщины
| Дисциплина                          | Золото                                                                                | Золото   | Серебро                                                                  | Серебро  | Бронза                                                                  | Бронза   |
| ----------------------------------- | ------------------------------------------------------------------------------------- | -------- | ------------------------------------------------------------------------ | -------- | ----------------------------------------------------------------------- | -------- |
| 7,9 км перепад высот: +620 м −620 м | Анна Пихртова Чехия                                                                   | 41.28    | Матея Косовель Словения                                                  | 42.12    | Виттория Сальвини Италия                                                | 43.32    |
| 7,9 км (команды)                    | Италия · Виттория Сальвини · Мария Грация Роберти · Моника Морстофолини · Элиза Деско | 18 очков | Чехия · Анна Пихртова · Ива Милесова · Ирена Шадкова · Татьяна Метелкова | 20 очков | Франция · Сильвия Клаус · Изабель Гийо · Валери Галлан · Патрисия Фарже | 28 очков |

## Медальный зачёт
Медали завоевали представители 6 стран-участниц.
 Принимающая страна
| Место | Страна         | Золото | Серебро | Бронза | Всего |
| ----- | -------------- | ------ | ------- | ------ | ----- |
| 1     | Италия         | 3      | 0       | 1      | 4     |
| 2     | Чехия          | 1      | 1       | 0      | 2     |
| 3     | Франция        | 0      | 1       | 2      | 3     |
| 4     | Словения       | 0      | 1       | 0      | 1     |
| 4     | Турция         | 0      | 1       | 0      | 1     |
| 6     | Великобритания | 0      | 0       | 1      | 1     |
| Всего | Всего          | 4      | 4       | 4      | 12    |